# Myittha
Ne doit pas être confondu avec la ville de Myittha dans le canton de Kalewa (district de Kale,  région de Sagaing,  Birmanie).
La Myittha est une rivière de l'Ouest de la Birmanie. Elle prend sa source dans les collines Chin (Chin Hills), dans l'État Chin, coule vers l'Est, entre dans la Région de Magway, où elle tourne vers le Nord (sa vallée constitue une panhandle de la division de Magway entre l'État Chin et la division de Sagaing), entre dans la Région de Sagaing, puis tourne vers l'Est peu après Kalaymyo et se jette dans le Chindwin juste au sud de Kalewa. C'est donc un sous-affluent de l'Irrawaddy.